# 府中市立府中第四小学校
府中市立府中第四小学校（ふちゅうしりつふちゅうだいよんしょうがっこう）は、東京都府中市白糸台一丁目にある公立小学校である。

## 沿革
- 1902年 （明治35年）6月8日 - 多磨村立多磨尋常小学校が開校。この日を開校記念日としている[1]。
- 1947年 （昭和22年） - 学制改革により、多磨村立多磨小学校に校名変更。
- 1954年 （昭和29年） - 合併、市制施行により、府中市立府中第四小学校に校名変更。

## 学区域
当校の学区は以下のとおり。
- 白糸台
  - 一丁目（一部を除く）
  - 二丁目（全域）
  - 三丁目（一部を除く）
  - 四丁目（一部を除く）
  - 五丁目（一部を除く）

## 交通アクセス
- 西武鉄道 西武多摩川線 白糸台駅から徒歩3分
- 京王電鉄 京王線 多磨霊園駅から徒歩10分
- 京王電鉄 京王線 武蔵野台駅から徒歩15分
- 府中市コミュニティバス「ちゅうバス」朝日町ルート 白糸台1丁目停留所から徒歩5分[3]